# Солоновка (Смоленський район)
Солоно́вка (рос. Солоновка) — село у складі Смоленського району Алтайського краю, Росія. Адміністративний центр Солоновської сільської ради.

## Населення
Населення — 1311 осіб (2010; 1536 у 2002).
Національний склад (станом на 2002 рік):
- росіяни — 97 %